# Глайхен (Гёттинген)
Глайхен (нем. Gleichen) — община в Германии, в земле Нижняя Саксония.
Входит в состав района Гёттинген. Население составляет 9264 человека (на 31 декабря 2010 года). Занимает площадь 128,93 км².
Коммуна подразделяется на 16 сельских округов.
В муниципалитете находятся:
Байенроде
Беннихаузен
Бишхаузен
Бремке
Димарден
Этценборн
Геллихаузен
Гросс Ленгден
Заттенхаузен
Ишенроде
Керстлингероде
Кляйн Ленгден
Рейнхаузен
Риттмарсхаузен
Вайсенборн
Вёльмарсхаузен
| 1990 | 1995 | 2000 | 2005 | 2010 |
| ---- | ---- | ---- | ---- | ---- |
| 8816 | 9057 | 9288 | 9679 | 9314 |